# Pot au Feu

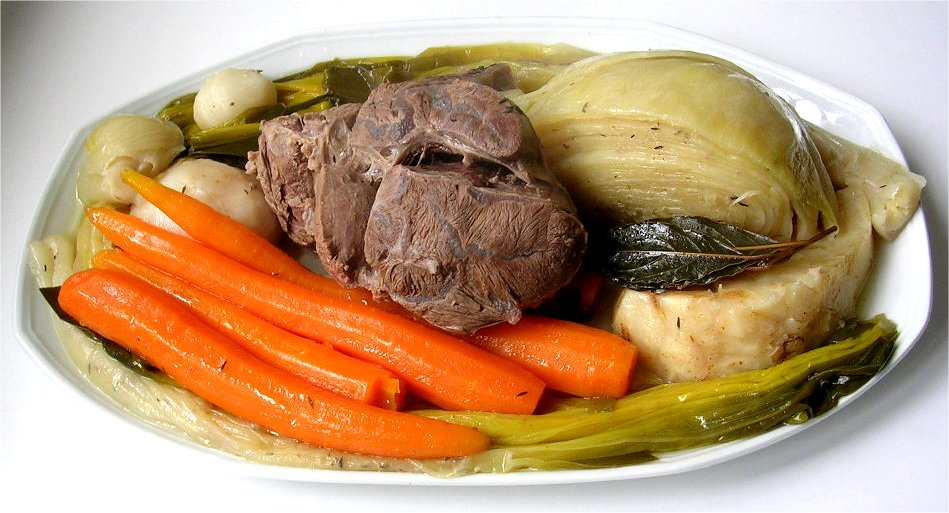
Pot-au-feu mit Rindfleisch

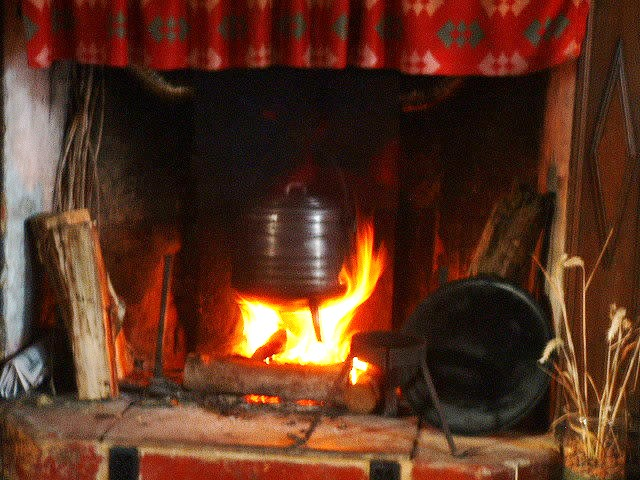
Topf (Grapen) auf Feuerstelle

Pot au Feu (auch: Potaufeu, IPA: [potoˈføː], anhörenⓘ; französisch für „Topf auf dem Feuer“) ist ein klassischer Eintopf der ländlichen Küche Nordfrankreichs, bestehend aus Rindfleisch, Gemüse und einem Bouquet garni, bei dem auch eine Brühe entsteht.
Der Name „Topf auf dem Feuer“ spielt auf eine Zeit an, als das Feuer (der Herd) in der Küche außer zum Kochen der Speisen auch zum Heizen der Wohnung diente, und dadurch unterhalten wurde, dass ständig Holzscheite nachgelegt wurden. Speisen wurden damals bei niedriger Temperatur lange gegart, während die Hausfrau anderen Tätigkeiten im Haushalt nachging. Dementsprechend sollte man den Pot au Feu auch heute noch lange köcheln lassen, damit der Geschmack vom Fleisch in die Brühe gelangt wie auch die Bindung der Knorpel und Knochen.
Für ein Pot au Feu gibt es unzählige Variationen. Klassische Zutaten sind Rindfleisch, Möhren, Mairüben, Lauch, Sellerie und Zwiebeln. Gewürzt wird Pot au Feu mit Salz, Pfeffer und Bouquet garni (Kräutersträußchen). Gewöhnlich werden unterschiedliche Rindfleischstücke verwendet: Verwendung finden unter anderem Rinderbacken, Rinderzunge, Hochrippe, Rinderbrust und ähnliche, verhältnismäßig preisgünstige Fleischsorten.
Pot au Feu wird in zwei Gängen serviert: Zunächst wird die Brühe aufgetischt, anschließend das Fleisch und das Gemüse mit Senf oder Vinaigrette und Cornichons serviert. In der Schweizer Armee wird das Gericht als „Spatz“ zusammen mit der Brühe verzehrt.